# Голембіовський Ігор Несторович
Ігор Несторович Голембіовський (рос. Игорь Несторович Голембиовский; 7 вересня 1935, Самтредіа — 2 жовтня 2009, Москва) — радянський і російський журналіст, головний редактор газети «Известия» у 1991-97 роках.

## Біографія
Ігор Голембіовський народився 7 вересня 1935 року в місті Самтредіа, Грузія. Закінчив філологічний факультет Тбіліського державного університету. Після цього працював в спортивній молодіжній газеті.
У 1966 прийшов до «Известий» Олексія Аджубея. За часів Юрія Андропова його ліберальна позиція не відповідала політиці тодішнього керівництва і він був призначений спеціальним кореспондентом газети в Мехіко (Мексика). Потім направлений в Нікарагуа.
У роки перебудови був несподівано викликаний до Москви і призначений відповідальним секретарем (з 1986 по 1991) «Известий».
Був вибраний колективом редакції головним редактором. Газета оголосила про свою незалежність від партійних інстанцій і перестала бути органом Верховної Ради СРСР.
Після серпневого путчу 1991 стає генеральним директором газетно-видавничого комплексу «Известия», Президентом ВАТ "Редакція газети «Известия». Газета активно підтримує ліберальні реформи Президента Єльцина і не менш активно критикує методи їхнього проведення.
З початком першої чеченської війни влаштовує прес-конференцію правозахисника Сергія Ковальова, направлену проти військових дій в Чечні.
У 1997-му опублікував замітку «Монд» про мільярдні статки «Газпрому», приписанні Віктору Черномирдіну. В результаті скупки акції «Известий» Лукойлом і Онексім-банком редактор був позбавлений реальної влади. Того ж року Голембіовський залишив посаду голови «Известий» через конфлікт з акціонерами газети. Після цього він і кілька його однодумців заснували «Новые известия», а потім «Русский курьер». З 2003 року Голембіовський не займався журналістикою.